# Cometa lui Cezar
Cometa lui Cezar (C/-43 K1), sau Marea Cometă din 43 î.Hr. / 44 î.Hr., cunoscută în Antichitate ca Sidus Iulium și Caesaris astrum, steaua divinizării lui Iulius Cezar, a fost o cometă care a apărut în anul 44 î.Hr., timp de șapte zile pe cerul de nord-est. Vizibilitatea sa de șapte zile a fost luată de romani drept un semn al zeificării lui Iulius Cezar, mort puțin înainte ca aceasta să fi apărut.
Cometa lui Cezar este una dintre cele cinci comete cunoscute care au avut o magnitudine absolută negativă și a fost probabil cea mai strălucitoare cometă istorică în timpul zilei. A fost o cometă neperiodică și este posibil să se fi dezintegrat.

## Izvoare
- Horatius, Carmina 1.12.47
- Ovidius, Metamorphoses 15.749, 15.840-851 Spre text bilingv (latin și francez) cu comentarii Arhivat în 23 mai 2011, la Wayback Machine.
- Plinius, Historia naturalis 2.93-94, 2.98
- Plutarchus, "Vita Iulii Caesaris" 69.2
- Lucius Annaeus Seneca, Naturales quaestiones 7.17.2
- Propertius, Elegiae 4.6.30, 4.6.59
- Servius grammaticus, Commentarii in Vergilium ad Aen. 8.681
- Suetonius, De vita Caesarum "Divus Iulius" 88
- Vergilius, Eclogae 9.47, Aeneis 8.681